# Dzewegijn Düwczin
Dzewegijn Düwczin, mong. Зэвэгийн Дүвчин (ur. 7 lutego 1955 w Karakorum) – mongolski zapaśnik w stylu wolnym. Trzykrotny olimpijczyk. Szósty w Moskwie 1980 w wadze 82 kg. Ósmy w Seulu 1988 w wadze 90 kg. Odpadł w eliminacjach w Montrealu 1976 w kategorii 74 kg.
Sześciokrotny uczestnik mistrzostw świata, zdobył srebrny medal w 1983. Złoty medal na igrzyskach azjatyckich w 1982 i szósty w 1990. Mistrz Uniwersjady w 1977. Czwarty w Pucharze Świata w 1981 i 1986 roku.